# Komořanské a modřanské tůně
Komořanské a modřanské tůně jsou přírodní památka na pravém břehu Vltavy, která se rozkládá v pražských čtvrtích Modřany a Komořany. Chráněné území s rozlohou 12,87 ha bylo vyhlášeno 1. listopadu 2014 a je tak jedním z nejnověji vyhlášených ZCHÚ na území Prahy. Účel ochrany je zachování lužního ekosystému a makrofytní vegetace eutrofních a mezotrofních vod.
Tento pro Prahu netypický ekosystém zde vznikl chátráním a zarůstáním bývalých protipovodňových nádrží z 19. století.

## Lokalita

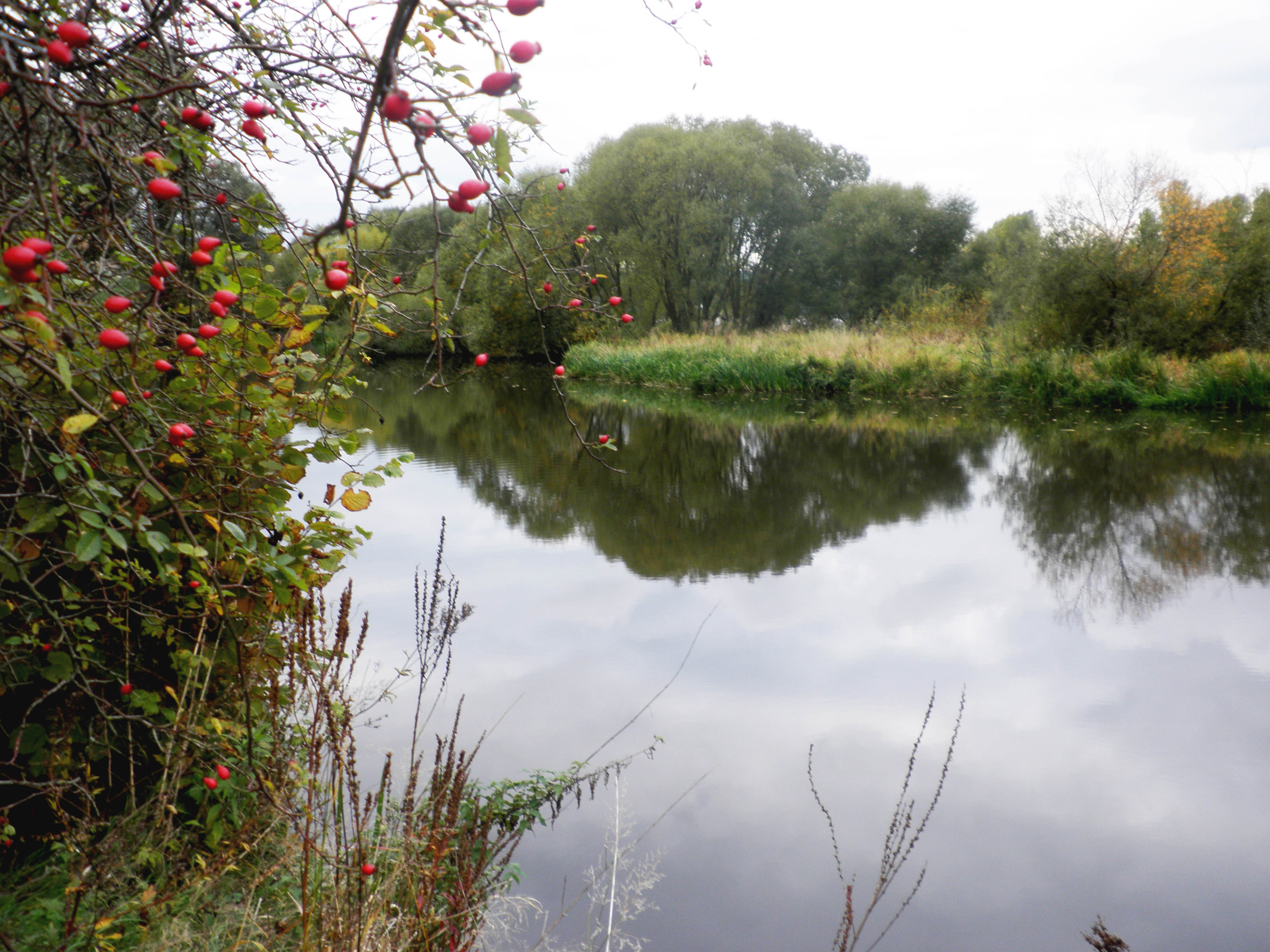
Mrtvé rameno Vltavy

Přírodní památka se nachází nedaleko soutoku Berounky a Vltavy na úplném jihu Prahy při pravém břehu. Území je protáhlé z jedné strany ohraničené řekou a ze strany druhé oblíbenou pražskou cyklotrasou A2. Katastrálně se území nachází na Praze 12 mezi Modřany a Komořany. Právě díky své poloze v pražských Komořanech, které jsou nedaleko Pražského okruhu, zde docházelo ke kolizím během vyhlašování. Jeho napojení by znamenalo zánik nejen – dnes již – přírodní památky, ale i zmíněné oblíbené cyklotrasy. Po dlouhých diskuzích se zatím napojení na Pražský okruh neuskuteční.

## Historie
V minulosti byl tok Vltavy mnohem širší a díky tomu měl i daleko kolísavější stav vody. Při každé větší vodě se tak na pobřeží Vltavy ve slepých ramenech zaplavovalo a tvořily se tůně a menší zaplavené oblasti. V 19. století se kvůli tomu budovaly výhonové stavby, které měly za úkol zmenšit řečiště a učinit tak řeku celoročně splavnou a zároveň ochraňovat území tzv. Modřanské mělčiny před dalšími záplavami. Takto vzniklo dnešní území Komořanských a modřanských tůní, jehož základ tvoří právě ony výhonové stavby a hrázky.
V 90. letech 20. století městská část Praha 12 začala upozorňovat na biologický a ekologický význam oblasti a požadovala pro ni statut zvláště chráněného území. Po několika návrzích uspěl ten z roku 2014 a 1. listopadu 2014 byla oblast prohlášena za přírodní památku.

## Přírodní poměry

### Geologie
Oblast se nachází na smíšeném podloží z období holocénu, které je nejmladším geologickým obdobím lokality. Díky intenzivní stavařské a inženýrské činnosti ve 20. století je současné geologické podloží nezpevněné a jemnozrnné.

### Flóra
Oblast se může z hlediska flóry rozčlenit na několik menších skupin, které mají svoje specifické druhové zastoupení. Území se vyhlásilo k ochraně několika druhů, patří mezi ně především vodní a vlhkomilné rostliny typické pro slepá ramena řek a příbřežní oblasti. Hlavní pozornost ochrany se vztahuje na:
- Plavín štítnatý (Nymphodies peltata) – v Česku kriticky ohrožená vodní bylina, která se vyskytuje pouze vzácně v jižních a jihovýchodních Čechách a na jižní Moravě. Je na vodě plovoucí a kvete žlutým pětičetným květem.[4]Plavín štítnatý

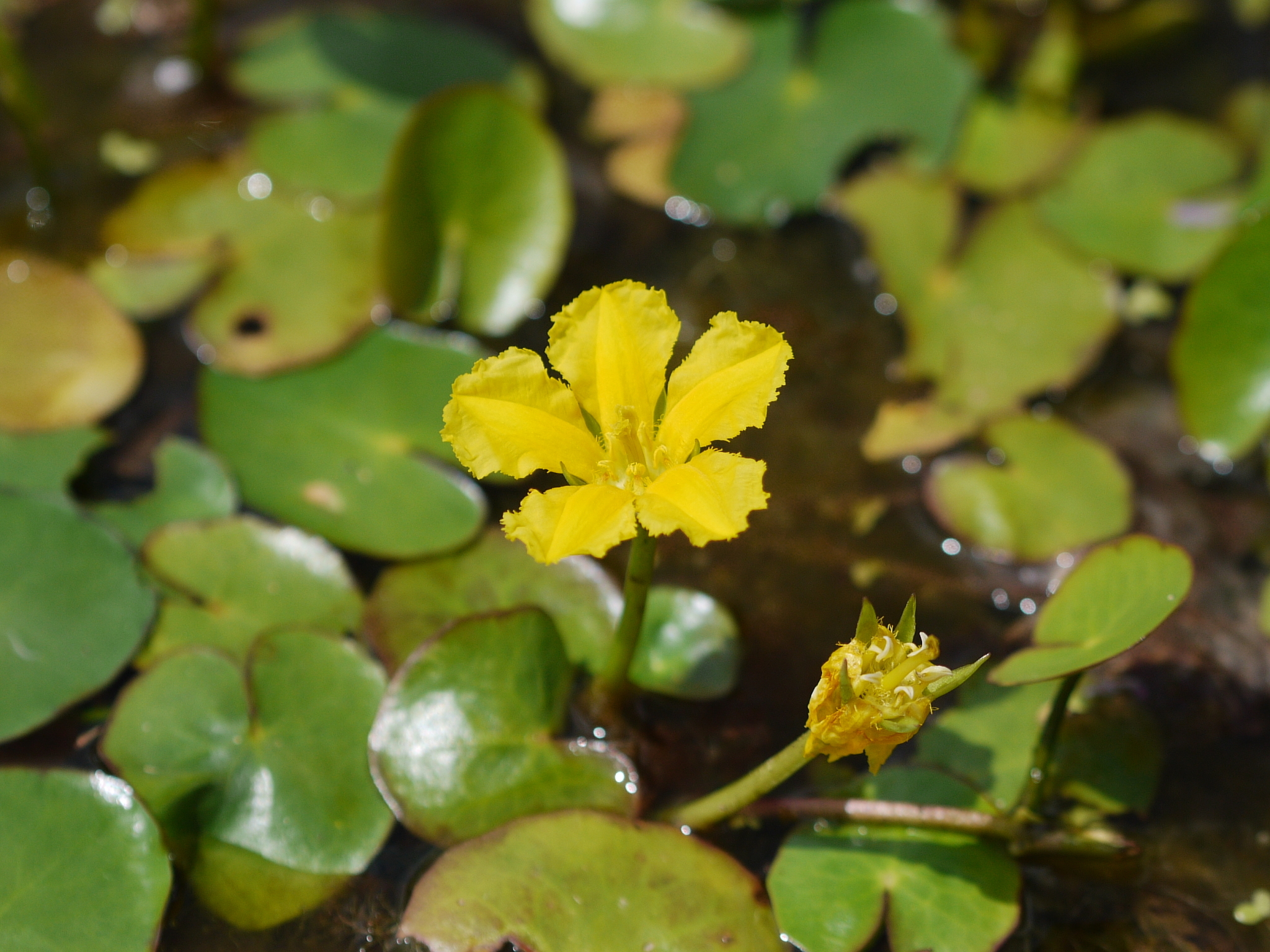
Plavín štítnatý

- Voďanka žabí (Hydrocharis morsus-ranae) – v Česku silně ohrožená na vodě plovoucí rostlina. Kvete bílým tří-četným květem.[4]
- Šmel okoličnatý (Butomus umbellatus) – vlhkomilná, bahenní asi 150 cm vysoká bylina. Kvete od června růžovými nepravými okolíky. V Česku spadá do kategorie ochrany C4 – tedy druh vyžadující další pozornost.[4]

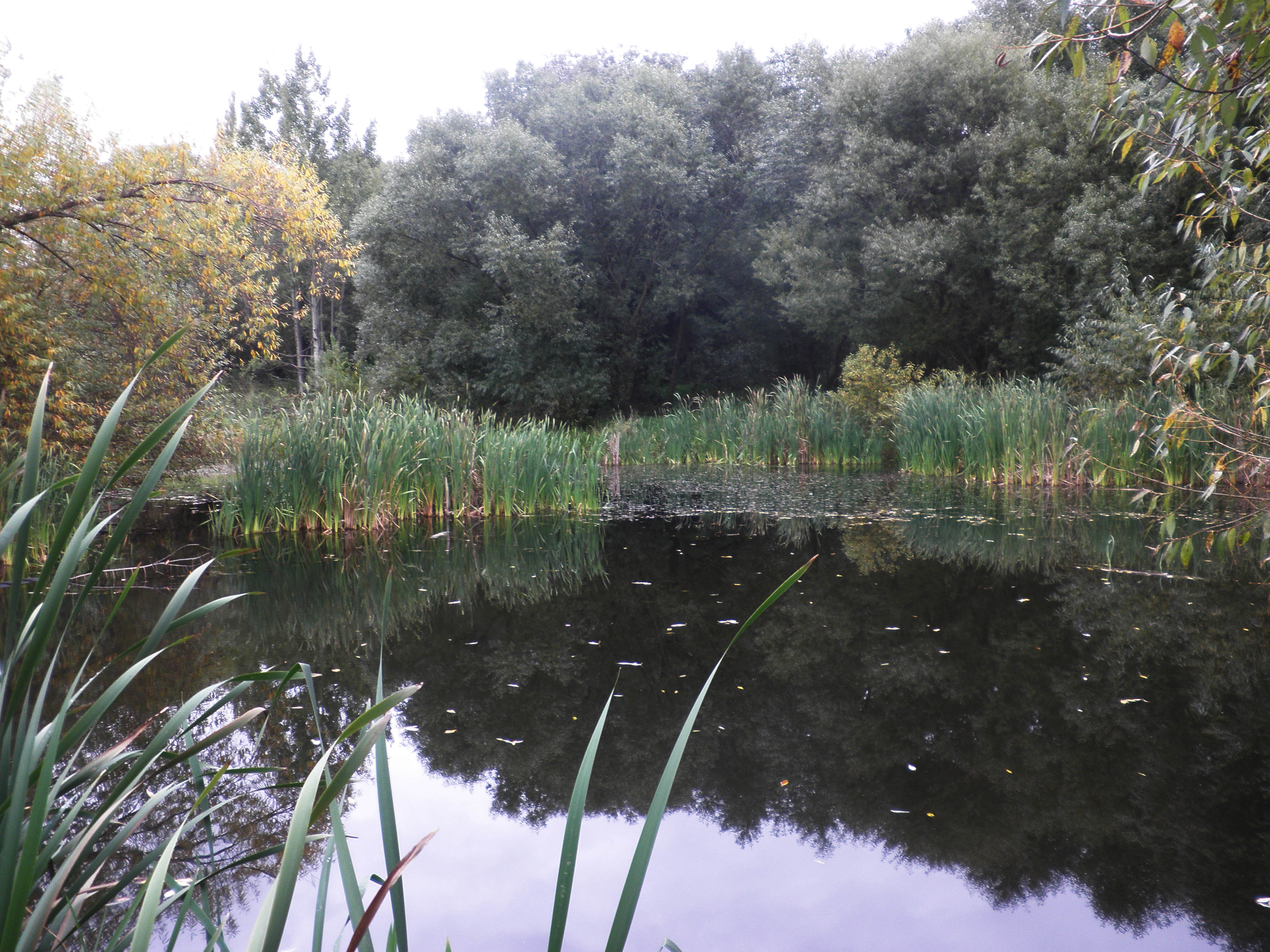
Jedna z tůní lemovaná orobincem

Oblasti samotných tůní jsou lemovány porosty orobince (Typha latifolia), zblochanu (Glyceria maxima) a chrastice rákosovité (Phalaris arundinacea). Na březích tůní je možné potkat i s kosatcem žlutým (Iris pseudacorus) nebo již zmíněným šmelem okoličnatým (Butomus Umbellatus).
Z dřevin na území dominují především vrby, které zde mají početné druhové zastoupení – vyskytuje se zde 5 druhů : Vrba křehká, v. košařská, v. nachová, v. šedá, v. jíva (Salix fragilis, S. viminalis, S. purpurea, S. cinerea, S. caprea). Z dřevin se zde dále vyskytují např. olše lepkavá (Alnus glutinosa), jasan ztepilý (Fraxinus excelsior) nebo jilm (Ulmus sp.)
Dalším typem ekosystému jsou travinné porosty. Jedním je kosená, rekreační louka „U soutoku“, která hostí různé druhy mezofilních trav. Často zde roste jílek vytrvalý (Lolium perenne), lipnici roční (Poa annua) nebo srhu laločnatou (Dactylis glomerata). Mimo zástupců trav zde rostou další druhy typické pro kosené a sešlapávané louky např. jitrocel kopinatý (Plantago lanceolata), jitrocel větší (Plantago major), mochnu husí (Potentilla anserina) nebo pryskyřník plazivý (Rannunculus repens).
Dalšími zástupci travinných porostů jsou nekosené oblasti mezi tůněmi nebo traviny přiléhající lužnímu lesu. Porost tvoří podobné druhy, ale i několik rostlin méně obvyklých, např. hvozdík svazčitý (Dianthus armeria).

#### Invazní druhy
Problematika invazních rostlin se dotýká i území komořanské přírodní památky. Nachází se zde jako i jinde v Česku hojně invazní dřevina trnovník akát (Robinia pseudacacia). Z hlediska managementu území je nejproblematičtější křídlatka japonská (Reynoutria japonica), která si do budoucna zasluhuje pozornost a případné zásahy v podobě jejího odstranění. Další invazní druhy se vyskytují pomálu a nepředstavují žádné ohrožení, z těch více rozšířených můžeme jmenovat například netýkavku žláznatou (Impatiens glandulifera) nebo celík kanadský (Solidago canadensis)

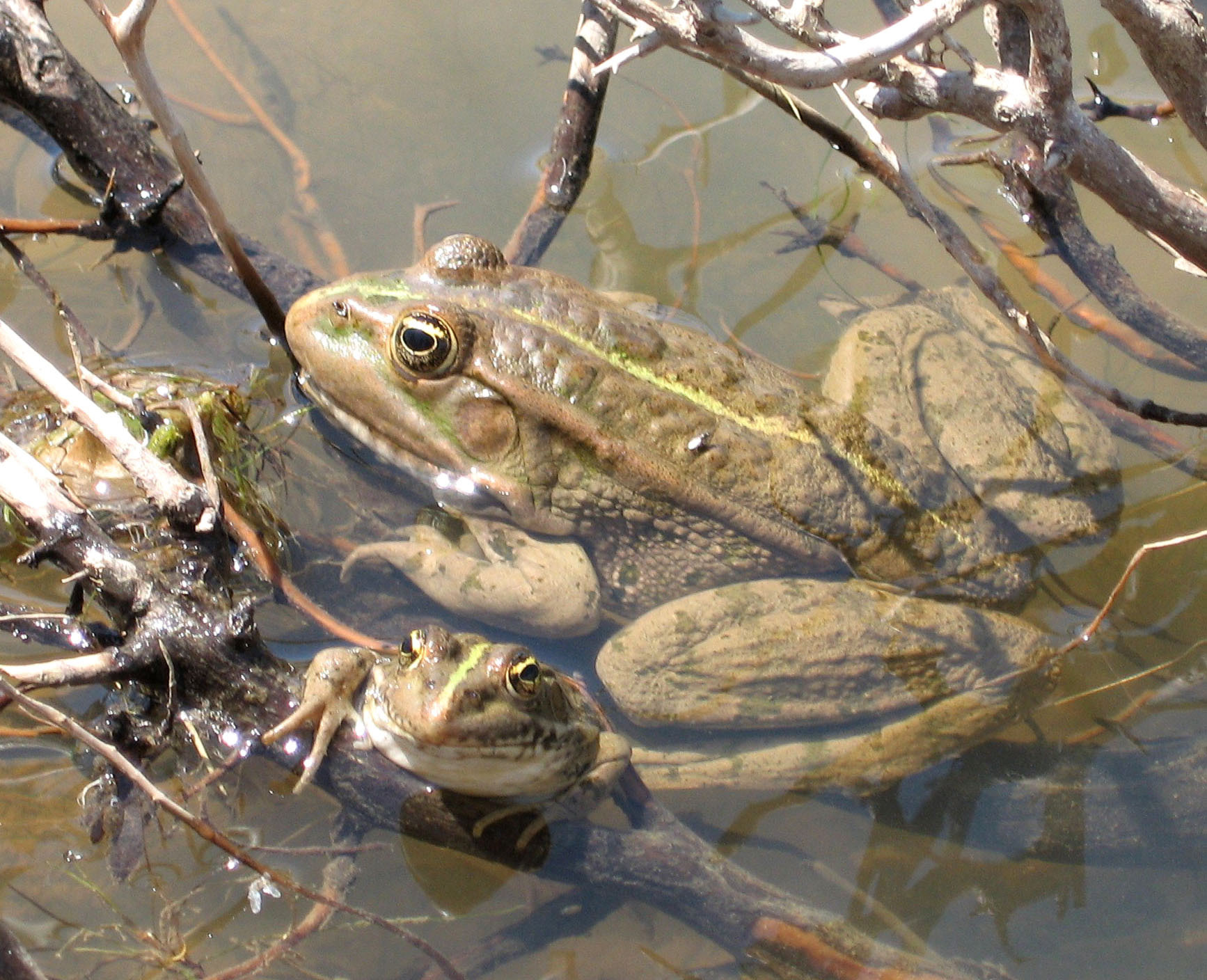
Kriticky ohrožený skokan skřehotavý

### Fauna
Modřanské a komořanské tůně hostí velmi početnou a druhově zajímavou faunu jak obratlovců tak bezobratlých.
Z ohrožených druhů zde žije například kriticky ohrožený skokan skřehotavý (Rana ridibunda), dále pak ohrožená užovka podplamatá (Natrix tessellata), silně ohrožený ledňáček říční (Alcedo atthis) či ohrožené potápky – potápka roháč (Podiceps cristatus) a potápka malá (Tachybaptus ruficollis).

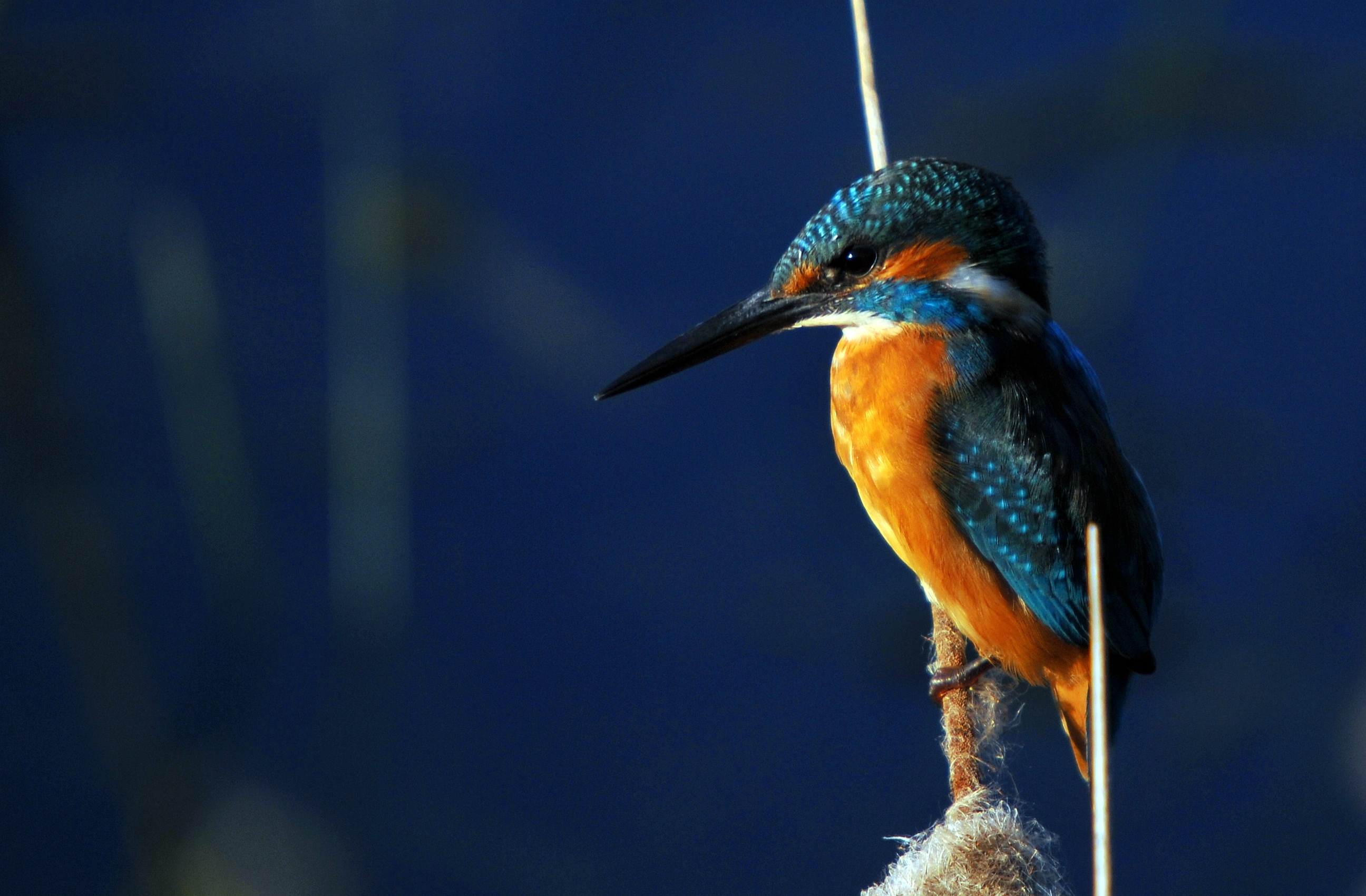
Silně ohrožený lednáček říční

Z bezobratlých se zde nachází desítky méně či více vzácných druhů pavouků, měkkýšů, motýlů, střevlíků a nosatců. Ze zajímavých druhů se jedná například o snovačku proměnlivou (Rugathodes instabilis) – vzácný mokřadní a vlhkomilný druh pavouka, dále o Badister meridionalis – vzácný druh střevlíka žijící na nezastíněných březích mokřadů či o vílenku zevarovou (Nymphula stagnata) – druh motýla. PP Komořanské a modřanské tůně jsou jeho jediným místem výskytu v Praze.
Na území se pak vyskytují desítky druhů obratlovců typických pro lužní lesy a mokřadní oblasti.

## Ochrana a management
Přírodní památka spadá do kategorie řízené rezervace. To znamená pravidelné zásahy lidského faktoru nejčastěji v podobě odstraňování křovin, sekání ploch nebo odklízení odpadků. Poslední bod je asi nejčastější formou zásahu, protože se území nachází velmi blízko zástavby a jeho okraj ohraničuje oblíbená cyklotrasa. Management území se ale město Praha snaží udržet na minimální úrovni, protože zde v minulosti docházelo k příznivému vývoji i bez lidských zásahů. Vysekávání porostů a odbahňování tůní jsou jedinými pravidelně prováděnými zásahy. Nicméně nezbytné je udržování hrází a hrázek ohraničujících tůně; pokud by došlo k jejich zničení, mohlo by dojít k celkovému zániku biotopu.